# Еджан
Еджан (кор. 애장, 哀莊, Aejang, Aejang; 788–809) — корейський правитель, сороковий володар (ван) держави Сілла (одинадцятий ван об'єднаної Сілли).
Був старшим сином вана Сосона. Зійшов на трон після його смерті 800 року.
802 року Еджан збудував великий храм Хеїнса. 803 року було укладено союз із Ва. 806 року ван заборонив будівництво нових храмів.
809 року Еджана та його брата було вбито за наказом їхнього дядька, який виконував функції регента, й після вбивства сам зайняв трон під ім'ям Хондок.